# Doloplazy (okres Olomouc)
Obec Doloplazy se nachází v okrese Olomouc v Olomouckém kraji. Žije zde přibližně 1 300 obyvatel.

## Název
Jméno vesnice je původně označení jejích obyvatel, kteří se "plazili", tj. lopotili v dolině. Patří do vrstvy nejstarších místních jmen na Moravě.

## Historie
První písemná zmínka o obci pochází z roku 1233.

## Pamětihodnosti
- Kostel svatého Cyrila a Metoděje

## Galerie

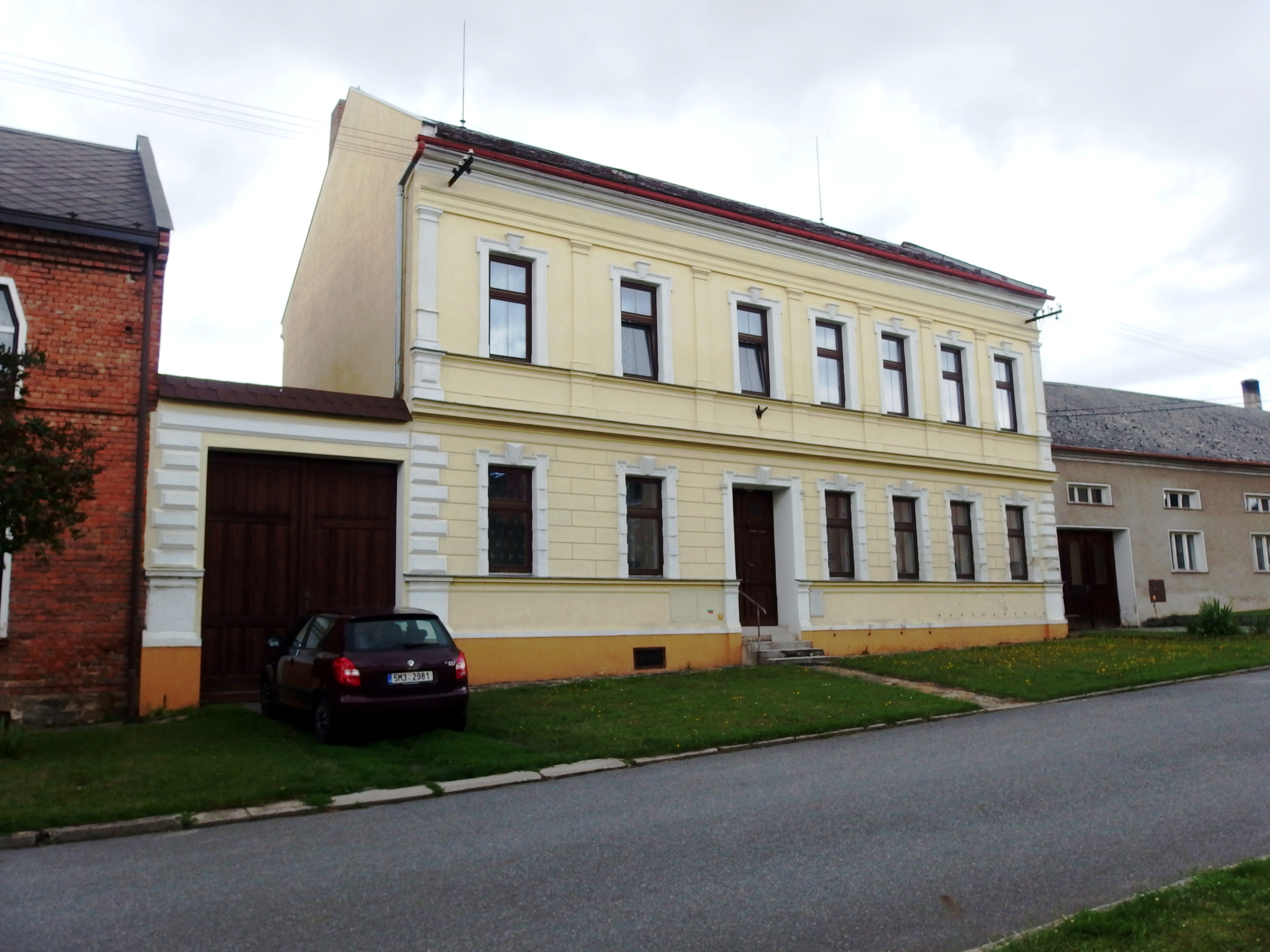
Fara
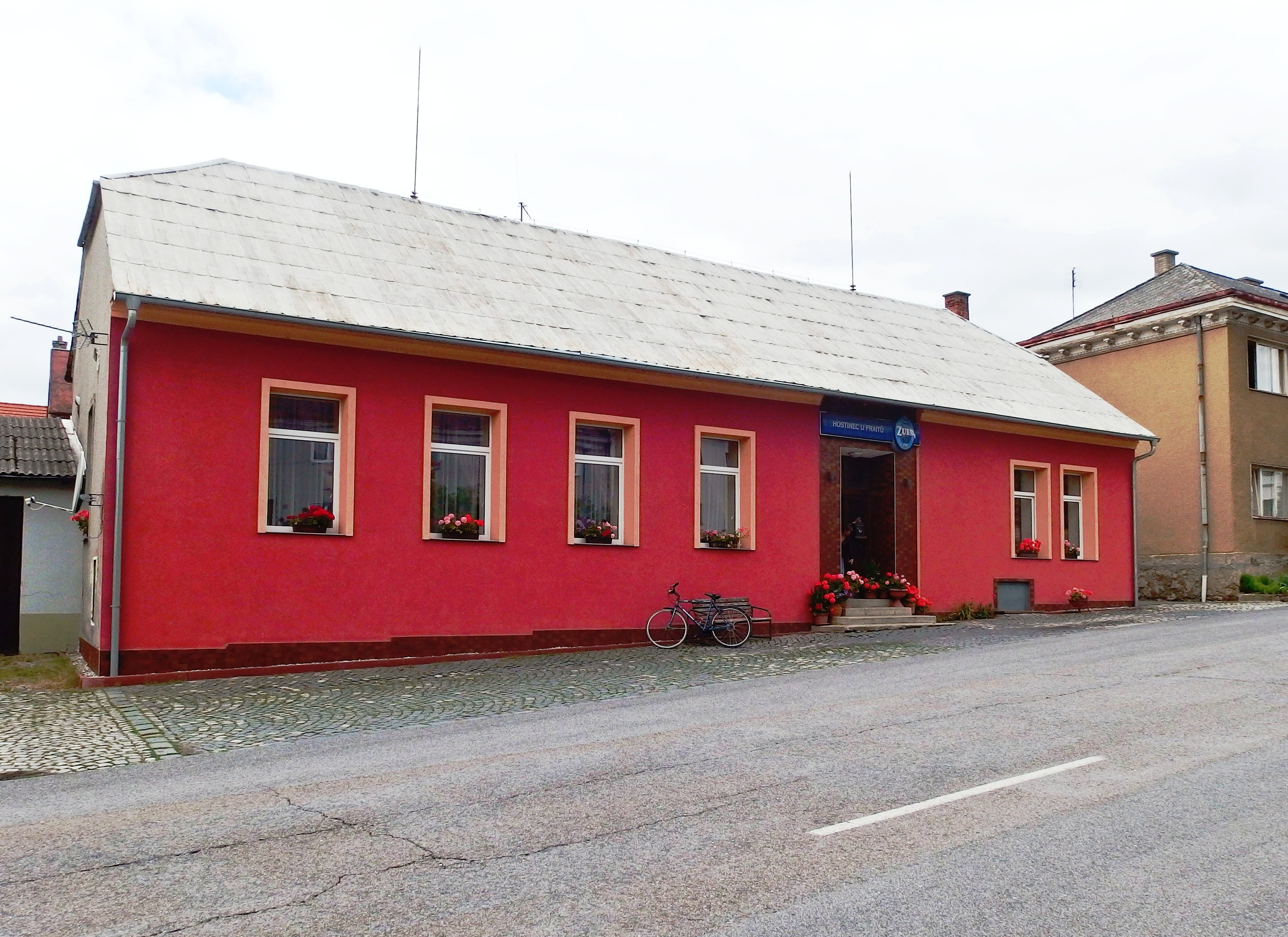
Hospoda
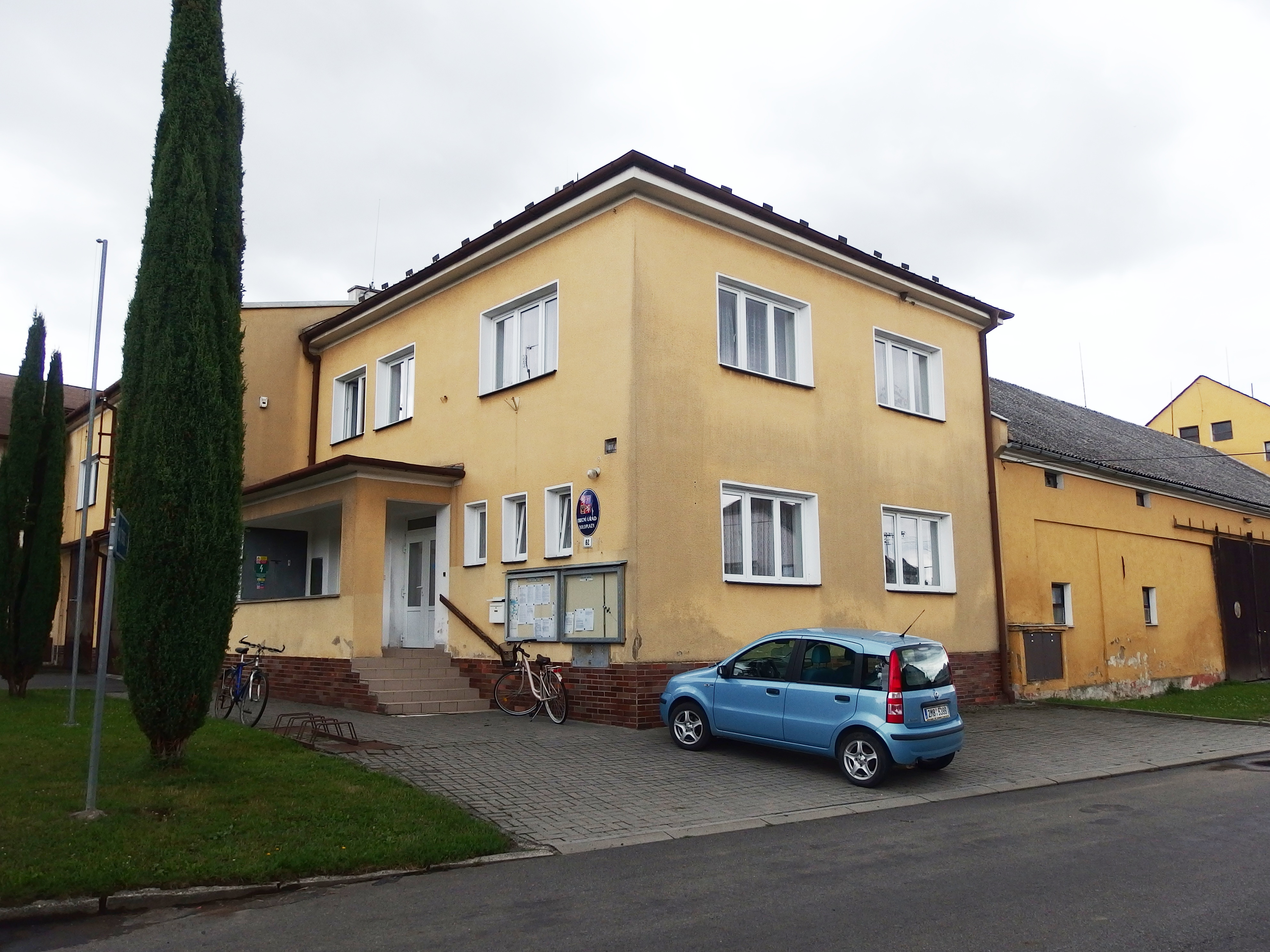
Obecní úřad
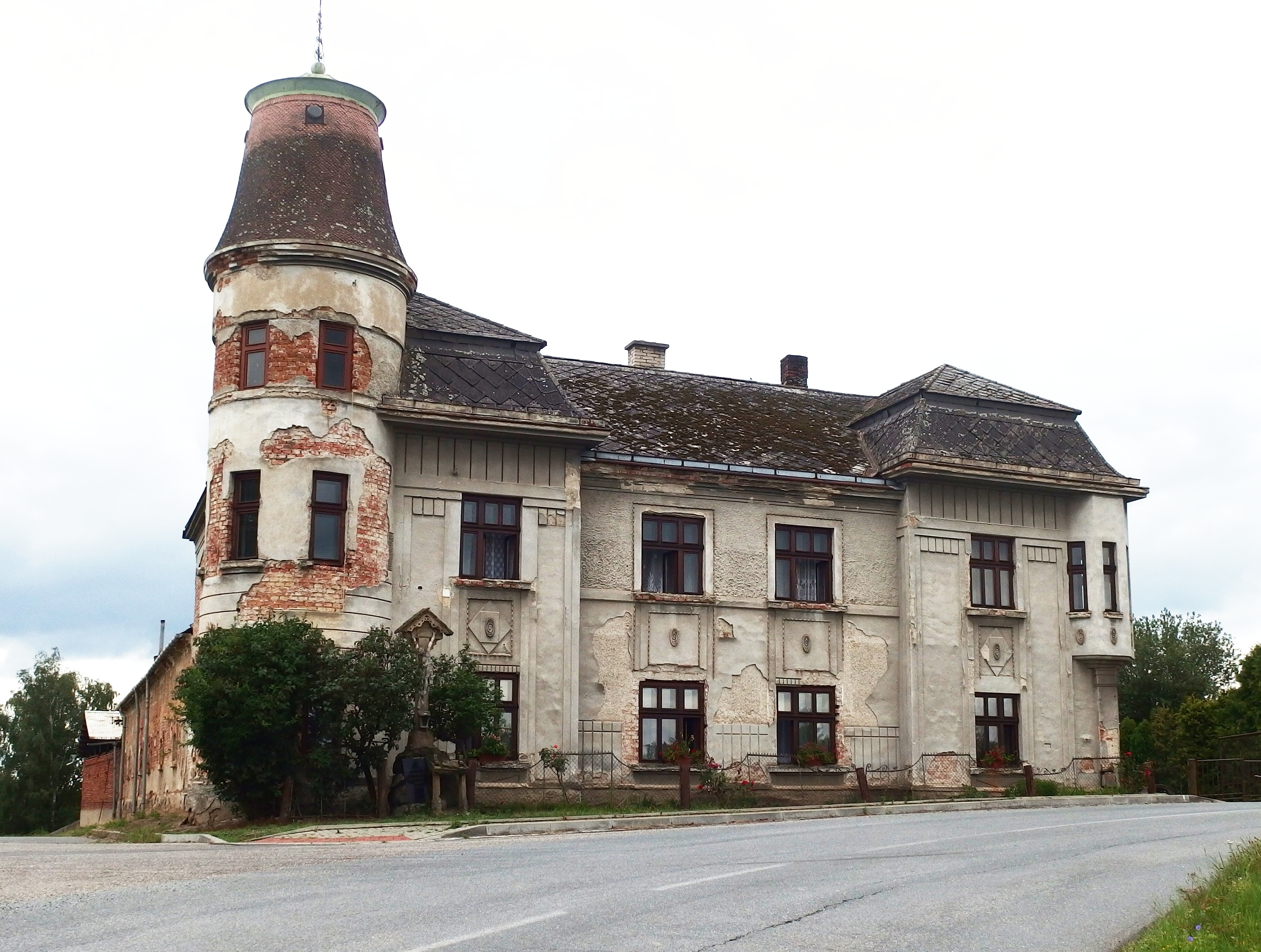
Dům č. p. 197
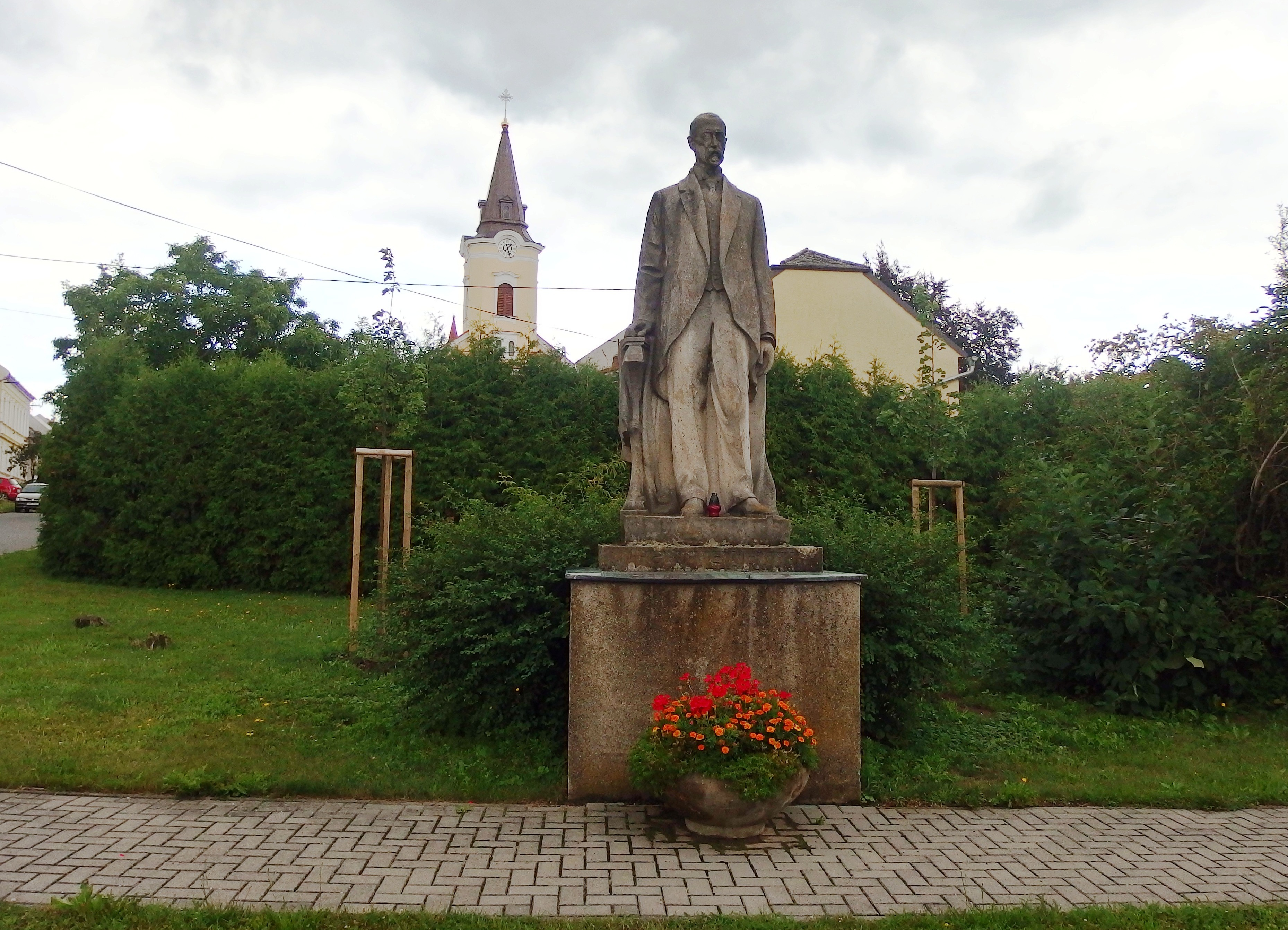
Pomník TGM

## Kulturní život
Od roku 1977 se v Doloplazích každoročně jezdí tradiční jízda králů organizovaná místním Hanáckým národopisným souborem Olešnica.